# Axel Schwaiger
Axel Schwaiger (* 21. Mai 1963) ist ein deutscher Lehrer, Historiker und Autor.

## Leben
Axel Schwaiger promovierte 1998 an der Philosophischen Fakultät der Friedrich-Alexander-Universität Erlangen-Nürnberg mit seiner Dissertation über Christliche Geschichtsdeutung in der Moderne. Eine Untersuchung zum Geschichtsdenken von Juan Donoso Cortés, Ernst von Lasaulx und Vladimir Solov'ev in der Zusammenschau christlicher Historiographieentwicklung.
Er war in der Erwachsenenbildung und als Lehrer an einer christlichen Schule tätig und arbeitet als Öffentlichkeitsreferent der „Deutschen Bibel Liga e.V.“ Er ist Mitinhaber des Unternehmens „cantamusic“ und Autor historischer Werke, zuletzt über Geschichte und Gott – eine Deutung aus christlicher Sicht. In seinen Augen berichtet die Bibel von Anfang an in erster Linie historisch und nicht etwa metaphorisch.
Axel Schwaiger ist verheiratet, hat eine Tochter und lebt in Nürnberg.

## Veröffentlichungen
- Christliche Geschichtsdeutung in der Moderne. Eine Untersuchung zum Geschichtsdenken von Juan Donoso Cortés, Ernst von Lasaulx und Vladimir Solov'ev in der Zusammenschau christlicher Historiographieentwicklung, Duncker & Humblot, Berlin 2001, ISBN 978-3-428-09886-6.
- mit Anne Stegmeier (Hrsg.): Georgensgmünd: 700 Jahre Geschichte am Zusammenfluß von Fränkischer und Schwäbischer Rezat, hg. Gemeinde Georgensgmünd, Georgensgmünd 2002, ISBN 978-3-00-009312-8.
- Vorwort zu: Gerd Berghofer: Die Anderen: das fränkische Georgensgmünd und seine Juden vor und während des Dritten Reiches, wek-Verlag, Berlin 2013, ISBN 978-3-934145-90-0.
- Geschichte und Gott – eine Deutung aus christlicher Sicht, Christliche Verlagsgesellschaft, Dillenburg 2015, ISBN 978-3-86353-034-1.